# 沙缴市
沙缴市，是泰国沙繳府的府治，东距30多公里到阿兰雅芭杰（อรัญประเทศ，Aranyaprathet），就进入柬埔寨了。柬埔寨在该市设有总领事馆。